# Pappenhemia

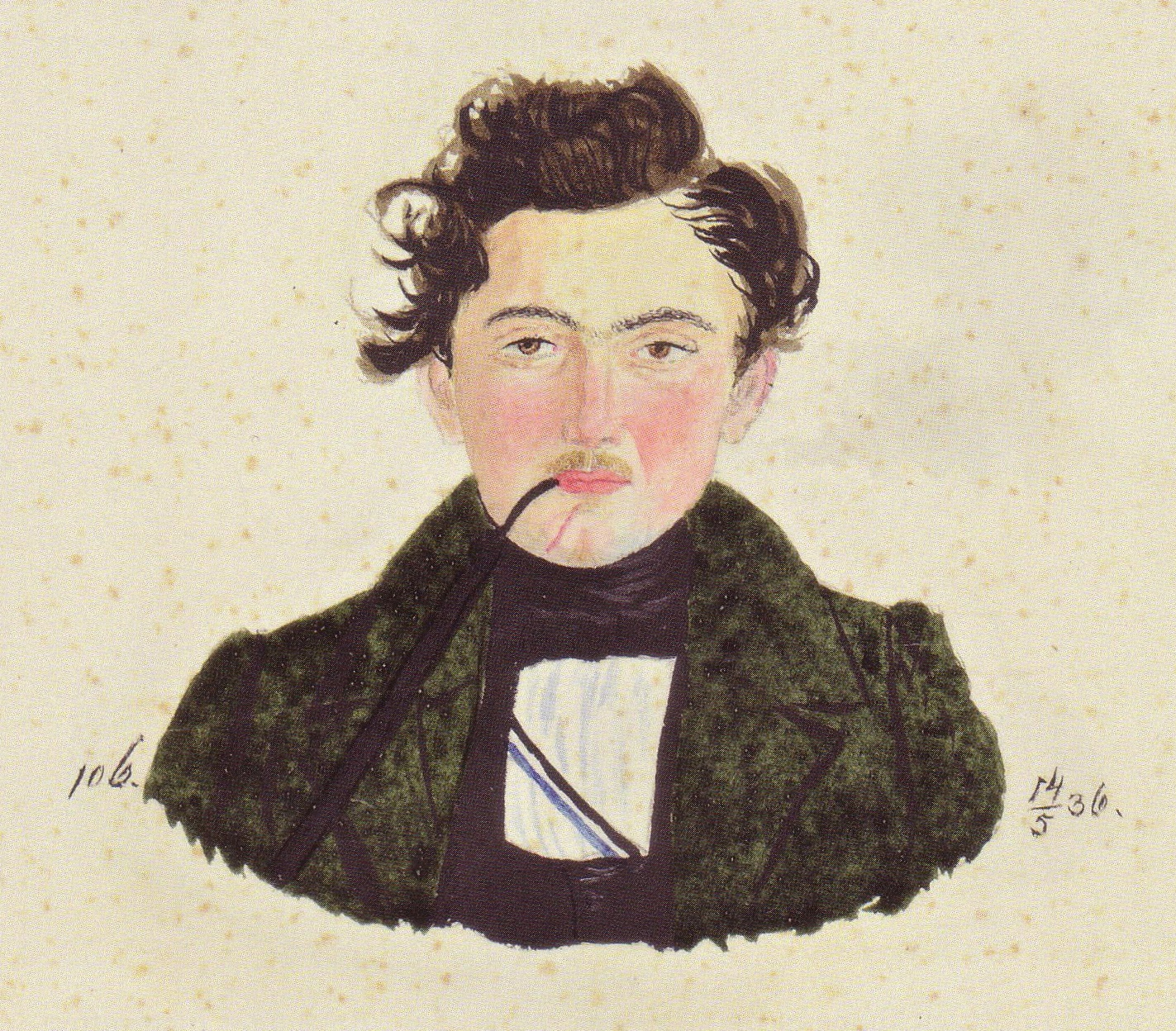
Der Pappenheimer Eduard Caspari (Schmiedeberg, 1836)

Die Pappenhemia war im frühen 19. Jahrhundert eine Studentenverbindung an der Albertus-Universität Königsberg. Sie existierte nur 17 Jahre, hatte aber entscheidende Bedeutung für die Auflösung der Allgemeinen Burschenschaft und die Entstehung der Korporationen an der Albertina. Pappenhemia war nie im Königsberger Senioren-Convent und gehörte später zur corpsfeindlichen Allgemeinen Burschenverbindung Albertina.

## Geschichte
Innerhalb der Allgemeinen Burschenschaft, der Studentenschaft an der Albertina, wurde die Pappenhemia am 3. Dezember 1824 als erstes landsmannschaftliches Kränzchen gegründet. Ihren Namen hatte sie von dem Regiment v. Pappenheim aus dem Heer Wallensteins. Die Farben waren schwarz-weiß-blau, die Studentenmütze schwarz. Der Wahlspruch war Tenax propositi! Im Mai 1829 trat Pappenhemia aus der Allgemeinen Burschenschaft aus. Als Landsmannschaft Pappenhemia konstituiert, stand sie zum Duellzwang, zur unbedingten Satisfaktion.

„Die Haltung der Pappenheimer [im Kampf um die Vorherrschaft] war nicht so eindeutig, obwohl die Zusammensetzung ihrer Mitglieder eine konservative Einstellung erwarten ließ. Wenn auch von ihnen die Masse abgelehnt wurde, gab es in ihrem Kreis etwas Überzüchtetes, das sich vor der rauhen Wirklichkeit zurückzog und lieber feingeistigen Bestrebungen huldigte. Sie stellten deshalb keine Kampftruppe dar, die davon überzeugt war, daß Grundsätze mitunter unbedingt betont werden müssen.“

1835 beteiligte sich Pappenhemia nicht am (erstmals gegründeten) SC zu Königsberg, obwohl sie vermutlich eine ähnliche Verfassung hatte wie die Corpslandsmannschaften. Die Pappenheimer waren in der Studentenschaft unbeliebt, hatten aber Rückhalt im Senat.
Am 20. November 1838 trat sie als Kränzchen zur Allgemeinen Burschenverbindung Albertina. Um 1840 wetteiferten die Kränzchen Hochhemia, Gothia (I) und Pappenhemia um die Führungsrolle in der Allgemeinen Albertina. Als Pappenhemia ihren Einfluss schwinden sah, verließ sie sie am 14. März 1841 und konstituierte sich erneut als selbständige Landsmannschaft. In Gegensatz zur Allgemeinen Albertina geraten, wurde sie von ihr in Verruf gesteckt. Im September 1841 löste sich die Pappenhemia wegen Nachwuchsmangels auf.
In Wilhelm Schmiedebergs Blättern der Erinnerung sind Porträtaquarelle von einigen Pappenheimern überliefert.

## Bedeutung
Die Mitglieder waren adelige Studenten, Söhne höherer Beamter und Professoren, die „jeunesse dorée“. Sie hielten fester zusammen als die übrigen Gruppen und erreichten vermöge ihrer Beziehungen, ihrer „äußeren Eleganz und Gewandtheit“ bald großen Einfluss. Sie selbst nannten sich die „Blüte der Universität“. In der Denkschrift von 1833 wird ausgeführt, dass sich dort die Gebildeteren der Universität ohne Rücksicht auf ihren Heimatort zu „geselligen Vergnügungen“ zusammengefunden hätten, weil sie an „den rohen Zusammenkünften der übrigen keinen Geschmack“ gefunden hätten. Bei polizeilichen Vernehmungen machten sie geltend, die anderen hätten ihrem Zirkel, der nur Geselligkeit betreibe, jene Bezeichnung gegeben.
Der Minister Karl vom Stein zum Altenstein bestätigte in jenem Sommer auf eine Anfrage des Senats, dass die Universität Königsberg „so strenge Vorschriften, wie sie die Kgl. Kabinettsorder vom 21.5.1824 gegen die geheimen, in Sonderheit burschenschaftlichen Verbindungen“ erlassen habe, „zu ihrer Ehre“ nicht bedürfe. Schon 1822 hatte der damalige Polizeipräsident Schmidt berichtet, es sei „für völlig gewiß anzunehmen, daß seit der Vernichtung der sogenannten allgemeinen Burschenschaft bis zum 1.11.1820 keine Art Verbindung, der eine gewisse Form oder eine bestimmte Tendenz zu Grunde gelegen hätte, stattgefunden“ habe.
Die Littuania II hatte 1825 keinen Nachwuchs, so dass sie von der Bühne verschwand. Es waren also nur die Pappenheimer innerhalb der Allgemeinheit eine besondere Gruppe. Doch schon am 19. Dezember 1828 hatten sich die Litauer wieder zu einem engeren Bunde zusammengeschlossen; sie feierten am 31. Januar 1829 ihr erstes Stiftungsfest als Landsmannschaft Lithuania mit den Farben grün-weiß-rot und traten aus der Allgemeinen Burschenschaft aus. Dies gab das Signal für eine ganze Reihe von Neugründungen. Unmittelbare Folge war die Gründung der Landsmannschaft Masovia mit den Ablegern Scotia und Borussia. Ihr erster Senior war August Ballnus. In seiner Festschrift zu Masovias 40. Stiftungsfest schrieb Karl Heinrich:

„In einer unmittelbar vor den Pfingstferien abgehaltenen Burschenversammlung trat ein Mitglied des Kränzchens der Pappenheimer auf und gab die Erklärung ab, daß dieses Kränzchen sich als Landsmannschaft Pappenhemia konstituiert habe und als solche die Farben schwarz-weiß-blau tragen werde. Ihr Wahlspruch lautete Tenax propositi. - Sehr bald darauf - am 24. Mai 1829 - gaben etwa 40 Studenten eine gleiche Erklärung ab, daß sie zur Landsmannschaft Borussia mit den Farben schwarz-weiß zusammengetreten seien. Diese Erklärungen machten auf die übrigen Studenten einen mächtigen Eindruck. Denn nach dem Austritt dieser Landsmannschaften aus dem allgemeinen Komment trat ein Verfall desselben jedem einzelnen klar vor die Seele. Freilich war die Superiorität der Pappenheimer nun dahin; aber an ihre Stelle trat die Borussia, womit der übrigen Studentenschaft nicht gedient war. Sie wollte sich von keiner Partei beherrschen lassen und hielt noch immer an der Idee der allgemeinen Burschenschaft fest. Zwar wurden noch gemeinschaftliche Versammlungen abgehalten, aber auf diesen fingen die Borussen an zu dominieren und erregten dadurch den heftigsten Unwillen.“

Nachdem die Denkschrift von 1833 die Auflösung des Litauerkränzchens erwähnt hatte, fuhr sie fort: „Seit dieser Zeit werden diejenigen, die nicht Mitglieder des Pappenheimerkränzchens waren, gewöhnlich Masuren genannt, besonders seit 1826.“ Nach Masovias Annalen und dem Paukbuch der Scotia fochten mehrere Pappenheimer noch zwischen 1838 und 1841 mit den Masuren und Schotten und noch am 1. September 1841 werden sie in den Annalen als bestehend erwähnt. Seitdem hörte man nichts mehr von ihnen.

## Pappenheimer
- Eduard Boehm, Stadtbaurat[6]

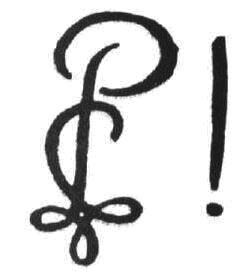
Zirkel

- Otto Boehm, Rittergutsbesitzer auf Glaubitten[6]
- Ludwig Wilhelm zu Dohna-Lauck[4]
- Botho Heinrich zu Eulenburg[4]
- Hartung, Buchdruckereibesitzer, Hartungsche Zeitung[6]
- Eduard Luther, Astronom
- Ferdinand Adolf Gottfried Magnus, Oberamtmann, kaufte 1835 das Schloss Groß Holstein[6]
- Heinrich Rudolph Schmidt
- Otto Stellter, MdR
- Ludwig Walesrode

Ohne ihre Vornamen sind bekannt Aschmann, v. Batocki (Oberstaatsanwalt), v. Beßer, v. Brauneck, v. Duisburg, Fröhlich, v. der Groeben, Haebler, Magnus II (Justizrat), Hartwich, v. Holtzendorff, v. Hindenburg I, v. Hindenburg II, v. Keudell, v. Korff, Nitschmann, v. Rohr, Schartow (Jurist), Staecker, Toop, Weger (Sanitätsrat) und Wiebe.
In ihrem geschichtlichen Roman Das Taubenhaus berichtet Erminia von Olfers-Batocki über einige (wohl verwandte) Pappenheimer beim Fest auf dem Galtgarben 1832.